# Paul Max Bertschy

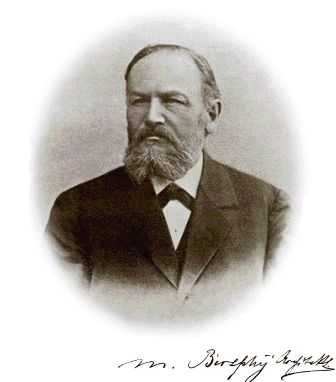
Paul Max Bertschy.
Foto aus der Zeitung Kunst-Beilage des Rigaer Tageblatts. 1911, Nr. 3

Paul Max Bertschy (lettisch Pauls Makss Berči; * 1. Januar 1840 in Strausberg; † 2. März 1911 in Liepāja) war ein im Baltikum tätiger deutscher Architekt.

## Leben
Bertschy war das zweitälteste von insgesamt neun Kindern. Sein Vater war zunächst Gastwirt und wurde dann Zimmermeister. Er war verheiratet mit Henriette Caroline, geborene Krause. Vier Kinder verstarben sehr früh, so dass Waldemar Ottomar (Otto) (* 13. Oktober 1837) als ältester den Baubetrieb des Vaters Johann Friedrich Eduard übernahm.
Als Jugendlicher verließ Paul Max Bertschy Strausberg, besuchte in Berlin die Realschule und sammelte praktische Erfahrungen.
In Berlin betätigte sich damals eine hervorragende Gruppe von Architekten und Baumeistern – Friedrich August Stüler, Eduard Knoblauch, Hubert Stier, Friedrich Hitzig, Richard Lucae – die von der Architektur Karl Friedrich Schinkels beeinflusst waren. Vielleicht aus diesem Grund beschloss Paul Max Bertschy, sich nach Osten zu wenden. Im Baltikum wurden gut ausgebildete Menschen gebraucht, um den wirtschaftlichen Aufschwung zu unterstützen.

### Übersiedlung nach Lettland
Gegen 1860 kam Bertschy nach Riga und arbeitete bis 1871 in einem Ingenieurbüro am Bau der Eisenbahn Witebsk–Dünaburg. 1869 hatte er die Kaiserliche Akademie der Künste St. Petersburg als Künstler abgeschlossen, wobei er das Architektendiplom erhielt.
Im März 1871 trat Paul Max Bertschy das Amt als Stadtarchitekt in Libau (Liepāja) an und gründete sein privates Baubüro, so wie es in der Ausschreibung für den Posten des Stadtarchitekten beschrieben war. In dieser Zeit wurde die Schätzung der Gebäude eingeführt.
Von 1871 bis 1902 war Bertschy der Stadtarchitekt von Liepāja mit 800 Rubel Jahrgehalt. In vergleichbarer Position mit 100 Rubel Gehalt diente er auch in der Stadt Aizpute.

### Liepāja (Libau)
In dieser Zeit kamen nach Libau Kaufleute, Industrielle, Handwerksbetriebe, Fabriken, Großbanken und gaben der alten Stadt einen neuen Charakter. So bekam der junge Architekt vielfältige Aufträge. Neben Fabriken und Speicherhäusern entstanden größere öffentliche Gebäude wie auch private Villen.
Bei seinen Projektideen stützte sich Bertschy auf die mittelalterliche Bauwesenslehre. Er übernahm bei seinen Bauten romanische und gotische Architekturformen. Neue Anregungen und Kenntnisse erwarb er sich aus deutschen Architekturzeitschriften.

## Architektur
Bertschys Bauten sind meist aus rotem Backstein oder mit Hilfe der gemischten Materialien Backstein und Verputz (meist Fassadendetails) oder aus Feldsteinen und Backstein gebaut. Heute stehen diese roten Backsteinbauten für die damaligen wirtschaftlichen Entwicklungen in Liepāja.
Mit so einfachen Baustoffen wie dem roten Backstein wies Bertschy nach, dass auch industrielle Bauten schöne architektonische Formen haben können. Typische Bertschy-Projekte sind das Bahnhofsgebäude, das Hotel de Rome, heute Geschäftszentrum, und das Bezirksgericht, heute Rathaus, das Haus Peldu und andere. Das Archiv seiner Architekturarbeiten befindet sich im Museum Liepāja.
Paul Max Bertschy ist der einzige Architekt, der 40 Jahre lang die Möglichkeit hatte, das architektonische Bild von Liepāja zu prägen. Obwohl seine Werke auch in Ventspils, Aizpute und anderen Orten in Lettland und Litauen zu finden sind, sind seine bedeutendsten architektonischen Leistungen in Liepāja entstanden, so dass er als einer der Gestalter Liepājas angesehen wird.
Der Architekt starb 1911 und ist in Liepāja auf dem Alten Friedhof begraben.

## Bauten
Bekannte Projekte von Bertschy in Liepāja:
- Zivju-Straße (Fischstraße) 3, Kaufhaus von Ramedlow (1881). Jetzt Einkaufs- und Geschäftszentrum De Rome.
- Kungu-Straße (Herrenstreße) 20, Haus des Hofrats K. Meyer (1876). Die Fassade des Gebäudes ist eher asketisch; der Risalit des Eingangsportals hebt sich ab. In den Fassaden wechseln sich die roten Backsteine mit einigen hellen Putzstreifen ab. Das Gebäude ist mehrmals umgebaut worden.
- E.-Veidenbauma-Straße 10, Braunsche Mädchenschule (1875). Die Architektur des Gebäudes ist im Stil der Neorenaissance mit gotischen Elementen gehalten.
- Kuršu-Platz (Kurenplatz) 5/6, Umbau St. Annenkirche (1871–1891). Der Standort der Kirche hier ist seit 1587 bekannt. Ursprünglich war es ein Holzgebäude, am Ende des 19. Jahrhunderts wurde die Kirche nach dem neogotischen Projekt Bertschys umgebaut, – erst der Kirchturm 1889 und dann das Kirchenschiff 1893.
- Rožu-Straße (Rosenstraße) 6, Bezirksgericht (1889–1891). Das gesamte Bauvorhaben ist im so genannten „Reich-Stil“ gehalten, der in Russland am Ende des 19. Jahrhunderts für Verwaltungsgebäude üblich war.
- Peldu-Straße (Badestraße) 44, Haus P. M. Bertschy (1902). Das Mehrzweck-Mietshaus ist im Stil der Neogotik erbaut.
- Liepu-Straße (Lindenstraße) 9, Kinderklinik (1900). Es ist ein für Max Paul Bertschys Handschrift typisches zweigeschossiges rotes Backsteingebäude. Das Gebäude liegt in einem Park, und im Entwurf sind die für ein Krankenhaus spezifischen funktionalen Anforderungen erhalten.
- Hikes-Straße (Hueckestraße) 12, Villa des Barons Nolde (1880). Gebäude erbaut Sommervillenstil, es liegt von der Straße entfernt und ist mit geschnitzten Elementen dekoriert.
- Peldu-Straße (Badestraße) 59, Badeanstalt in Libau (1902). Das Gebäude wurde im Stil römischer Villen gebaut und fügt sich in die Parklandschaft ein.
- Kūrmājas-Prospekt (Kurhausprospekt) 21, Haus W. Riege (1885). Das zweistöckige Gebäude hat einen erhöhten Sockel.
- Kūrmājas-Prospekt (Kurhausprospekt) 16, Haus N. Katzenelsohn (1900–1901), projektiert nach dem Entwurf des Berliner Architekten Ernst von Ihne. Das Gebäude unterscheidet sich stark von den anderen von Bertschy projektierten Gebäuden. Es ist im Parkvillenstil gebaut, die Fassade ist verputzt, mit einem gestaffelten Giebel, der ihm Anklänge an die Neogotik verleiht.
- Kūrmājas-Prospekt (Kurhausprospekt) 12, Wohnhaus und Apotheke H. Grabe (1899–1901). Das multifunktionale Gebäude wurde aus dem von Max Paul Bertschy bevorzugten roten Backstein gebaut.
- Kūrmājas-Prospekt (Kurhausprospekt) 3, Navigationsschule (1877). Frühes Projekt von Bertschy im Auftrag des Libauer Börsenausschusses.
- Graudu-Straße (Kornstraße) 42, Konditorei W. Bonitz (1897). Die gesamte Fassade ist reich verziert, vor allem gekennzeichnet durch Balkongeländer aus Metall und romantisierende turmartige Ausbauten.
- K.-Valdemara-Straße (Wilhelminenstraße, Salzstraße) 4, Nikolai-Gymnasium (1884). Das Gebäude liegt von der Baulinie der Straße entfernt und besitzt einen repräsentativen Eingang mit einem Portikus auf Granitsäulen. Es hat eine rote Backsteinfassade mit zahlreichen dekorativen Putzdetails und Elementen aus Metall.
- K.-Valdemara-Straße (Wilhelminenstraße) 14, Bauunternehmer W. Riege, Haus mit Büro (1880). Die Gebäudefassaden sind im Stil italienischer Renaissance-Motive wie frei stehender, die Fenster einfassender Säulen gestaltet. Das Erdgeschoss hat eine Rustikagliederung. Am Gesims sind Empire-Elemente verwendet.
- K.-Valdemara-Straße (Wilhelminenstraße) 16, Wohnhaus J. W. Riege (1874). Es ist eines der interessantesten Beispiele der Backsteinwohnhäuser mit einem zur Fassade asymmetrisch gestalteten Eingang.